# АЕС Темелін
Темелі́нська АЕ́С (чеськ. Jaderná elektrárna Temelín) — атомна електростанція в Чехії, біля невеличкого села Темелін. Належить компанії ČEZ, яка працевлаштувала на цій станції 1000 працівників. Прилеглий до АЕС сільський замок Високий Градек (чеськ. Vysoký Hrádek) служить її інформаційним центром.
Навесні 2003 року Темелінська АЕС з установленою потужністю 2 000 МВт стала найбільшим виробником електроенергії в Чехії.

## Історія

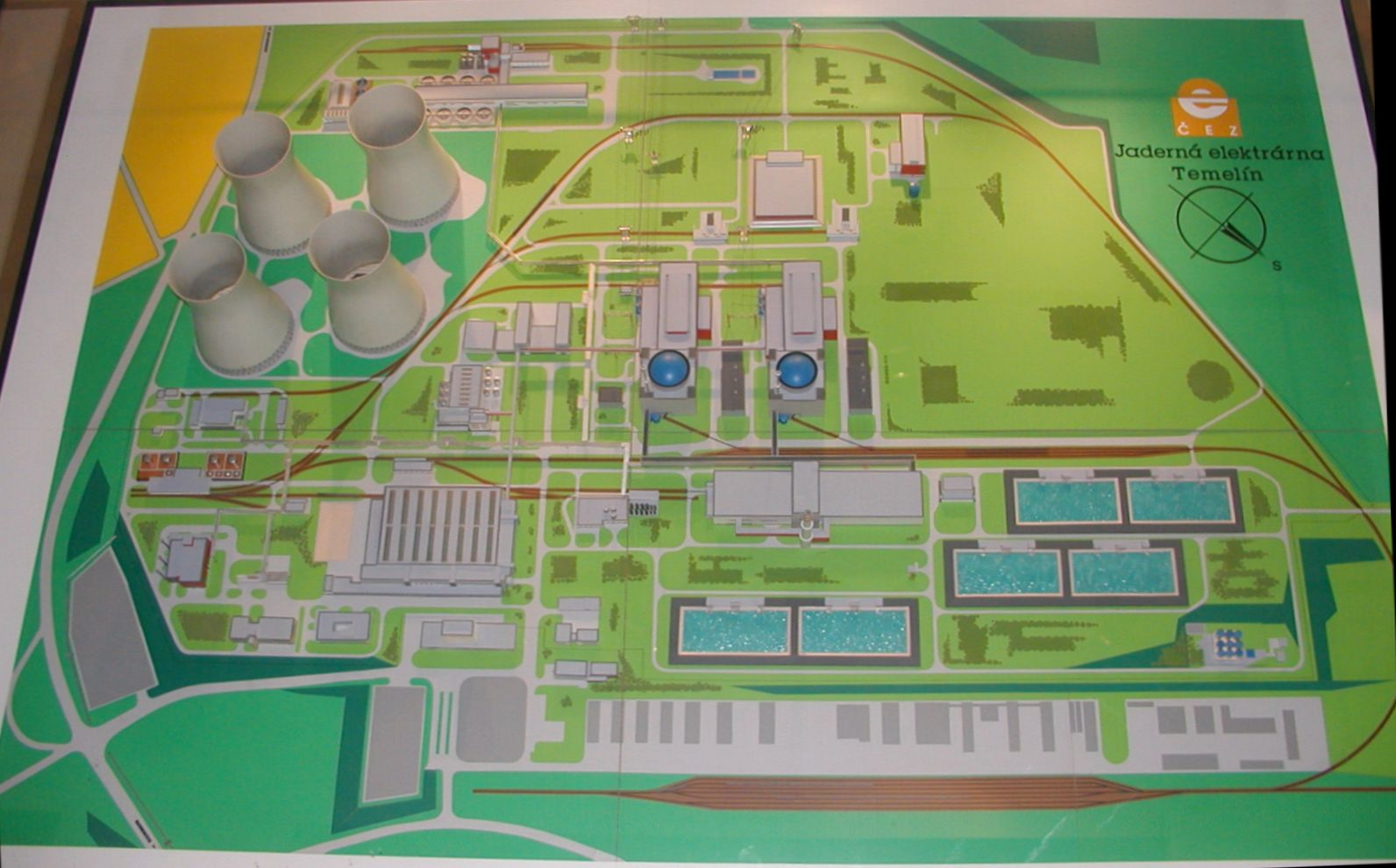
Макет станції в інформаційному центрі. Світло-зелена зона спочатку призначалася для двох незбудованих реакторів.

Планування розпочато наприкінці 1970-х, а остаточний проєкт було подано в 1985 році. Будівництво чотирьох енергоблоків почалося 1987 року. Очікувалося, що проєкт буде завершено в 1991 з орієнтовною вартістю будівництва 35 млрд Kčs. Щоб розчистити місце для електростанції, тогочасна комуністична влада знесла шість сіл.
Після оксамитової революції в 1990 році чехословацький уряд вирішив припинити будівництво третього і четвертого реакторів. Роботи продовжилися на перших двох реакторах; у 1990-х компанія «Westinghouse» спільно з Державним управлінням з ядерної безпеки Чеської Республіки та МАГАТЕ внесла у початковий проєкт зміни, щоб привести рівень надійности та безпеки у відповідність із західноєвропейськими стандартами. Halliburton NUS провела авдит цих стандартів. У рамках цих змін було додано інформаційну і контрольну системи, видозмінено електротехнічне обладнання та замінено мережу кабелів, активну зону реактора і паливні елементи. 1993 року чеський уряд в умовах затримок і перевитрат за кошторисом вирішив добудувати станцію з орієнтовним завершенням у 1997. У 1994 році опитування громадської думки засвідчило, що 68% чеських громадян висловилися за розвиток атомної енергетики.
У 1998 році будівництво все ще не було завершено, а витрати досягли 71 млрд крон. Уряд Чехії знову переглянув питання добудови станції. 1999 року було ухвалено рішення про продовження будівництва в надії на очікуване завершення у 2000 році з максимальною вартістю 98,6 млрд крон. Проєкт виявився суперечливим: цього разу спротив як на батьківщині, так і за кордоном (головним чином в Австрії) був сильнішим, ніж на початку 1990-х. Опитування 1999 року показало, що тільки 47% чеських громадян були за розвиток ядерної енергетики, а 53% — проти.
Ще в 1993 році були місцеві та міжнародні протести проти будівництва станції. Великі акції громадянської непокори широких мас відбувалися в 1996 і 1997 роках. Вони були організовані так званими «бригадами чистої енергії». У вересні та жовтні 2000 року австрійські учасники антиядерного руху протестували проти Темелінської АЕС і на одному етапі тимчасово блокували всі 26 прикордонних переходів між Австрією та Чехією. Перший реактор було остаточно введено в експлуатацію у 2000 році, а другий — у 2002.

## Технічні дані

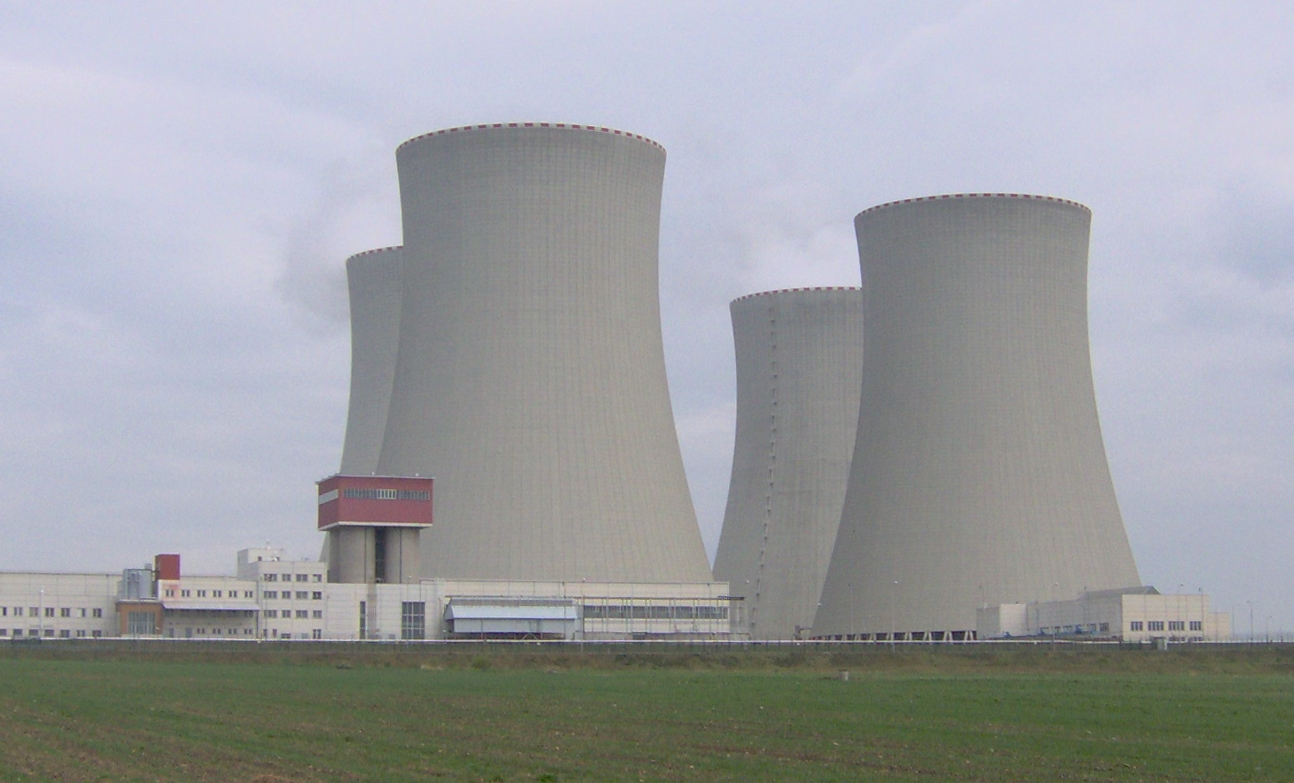
Градирні на Темелінська АЕС

Більшість відомостей взято з сайту ČEZ.
Інші — з листівки ČEZ Group «Енергія з Південної Чехії» та бази даних МАГАТЕ про властивості та характеристики опроміненої нержавіючої сталі, використовувані у розрахунках строку служби елементів обладнання АЕС. 2013 року потужність реакторів підвищили до 1003 МВт (нетто) і 1056 МВт (брутто).

### Корпус реактора (активна зона)
| Енергоблок | Тип реактора | Чиста потужність | Повна генеруюча потужність | Теплова потужність | Початкова критичність | Дата підключення до енергосистеми | Очікуване закриття |
| ---------- | ------------ | ---------------- | -------------------------- | ------------------ | --------------------- | --------------------------------- | ------------------ |
| Temelín 1  | ВВЕР-1000    | 1003 МВт         | 1056 МВт                   | 3120 МВт           | Грудень 2000          | Червень 2002                      | 2042               |
| Temelín 2  | ВВЕР-1000    | 1003 МВт         | 1056 МВт                   | 3120 МВт           | Грудень 2002          | Квітень 2003                      | 2043               |

Реактор містить 163 паливні збірки. 

Одна збірка має форму шестигранника завдовжки ~4,5 м, усередині якого 312 паливних стрижнів і 61 стрижень регулювання потужности реактора.

Паливні стрижні містять штабельовані циліндричні паливні таблетки. 

Збагачення палива: макс. 4% (у середньому 3,5%) 235U (ділений ізотоп)

Завантаження палива UO2: 92 т (реактор щодня розщеплює близько 3 кг урану)

Цикл заміни палива: 4 роки (щороку змінюється 1/4)

Висота корпуса: ~11 м, зовнішній діаметр: ~4,5 м, товщина стіни: 193 мм

Корпус розрахований на тиск до 17,6 МПа за температури 350 °C

Корпус виготовлено з високоякісної низьколегованої хромо-нікеле-молібдено-ванадієвої сталі

Щоб реактор виробляв тепла на 1 Вт, щосекунди має відбуватися 30 млрд поділів урану-235. Щоб цього самого результату досягла вугільна теплоелектростанція, треба спалити 1 500 000 000 млрд атомів вуглецю.

### Низькопотенційна частина реактора
Кількість контурів охолодження: 4

Об'єм охолоджувальної рідини перинного контуру: 337 м3

Робочий тиск: 15,7 МПа 

Температура охолоджувача на вході: прибл. 290 °C
Температура охолоджувача на вході: прибл. 320 °C

Витрата охолоджувача на реактор: 23,5 м3/с

### Парогенератор
Кількість на реакторний відсік: 4

Пара, що подається на один генератор: 1 470 т/год

Тиск пари на виході: 6,3 МПа

Температура пари на виході: 278,5 °C 

### Контур охолодження
Станція має 4 градирні (кожен реактор по 2). Кожна градирня має висоту 150 м, діаметр 130 м, а площа зовнішньої поверхні стіни — 44 000² м.
Чиста вода випаровується в градирні (~0,3 м3/с). Запас води потрібно постійно поповнювати.

### Захисна оболонка (укриття)
Висота циліндричної секції: 38 м

Внутрішній діаметр циліндричної секції: 45 м

Товщина стіни: 1,2 м

Товщина сталевого облицювання: 8 мм

### Турбогенераторна установка
Кількість на енергоблок: 1

Кількість паротурбінних секцій: 1 високого тиску + 3 низького тиску

Швидкість: 3000 об/хв

Напруга на затиску генератора: 24 кВ

Охолодження генератора: водень-вода

## Надійність
Дані Міжнародного агентства з атомної енергії засвідчують, що перший реактор досягає сумарного коефіцієнта використання обладнання близько 63%, а другий реактор має коефіцієнт експлуатації близько 76%. Показники сумарного коефіцієнта використання обладнання для реакторів АЕС Темелін нижчі, ніж цифри аналогічних реакторів, які працюють у Росії, де сукупний коефіцієнт використання становить близько 80-87%.
Компанія ČEZ підвищила цей коефіцієнт і збільшила виробіток, після чого станція досягла у 2012 році 84% і рекордного загального виробітку 15 млрд КВт·год.

## Нові реактори
Плани будівництва всіх чотирьох початкових реакторів було поновлено у 2005 році, але 2014 року від цих перспективних планів відмовилися.
Це планування було призупинено 2007 року, оскільки новий тодішній уряд погодився не розвивати ядерну енергетику: до складу коаліційного уряду тоді входила Партія зелених. Проте в липні 2008 року ČEZ попросила чеське Міністерство охорони навколишнього середовища провести для двох додаткових реакторів оцінку впливу на довкілля. 2009 року це нове будівництво дістало схвалення на обласному рівні.
У серпні 2009 ČEZ заявило про намір придбати два водо-водяні ядерні реактори (ВВЯР). 
Невдовзі після Фукусімської ядерної аварії, прем'єр-міністр Петр Нечас сповістив, що будівництво нових реакторів продовжиться згідно з початковими планами, при цьому тендерний відбір відкладався до 2013.
У липні 2012 ČEZ оголосив тендер на державний підряд для завершення Темелінської АЕС серед таких претендентів: «Areva», консорціум «Westinghouse Electric Company», «LLC» і «Westinghouse Electric ČR» та консорціум «ŠKODA JS», «Атомстройекспорт» і «Гідропрес».
У жовтні 2012 року ČEZ поінформував компанію «Areva», що в її заявці не вистачає доказів відповідності встановленим законом вимогам до побудови двох нових енергоблоків АЕС Темелін. Що більше, «Areva» не виконала деякі інші важливі критерії, визначені в тендері. Оскільки процедура нагородження проводилася згідно з Законом про державні закупівлі, заявку цієї компанії довелося виключити з подальшого оцінювання.
У березні 2013 році керований Росією консорціум, до складу якого входили «Атомстройекспорт», «Гідропрес» і «Шкода», підписав контракти з трьома чеськими компаніями ZAT, HOCHTIEF CZ та UJV Rez на будівництво, в разі перемоги, двох нових ядерних реакторів Темелін-3 і Темелін-4 для АЕС Темелін. Пропоновані реактори — це MIR-1200 (Модернізований міжнародний реактор). ZAT поставлятиме автоматизовані системи для станції, HOCHTIEF CZ відповідатиме за будівництво радіаційної частини АЕС, а UJV Rez допоможе скласти проєктну документацію для ядерного і турбінного островів та створити робочу документацію для будівництва станції. Була заява, що консорціум націлений на «рівень локалізації» 75 відсотків.
Інший можливий підрядник на той час — Westinghouse із її реактором AP1000. Переможця тендеру на підряд планувалося оголосити наприкінці 2013.
У квітні 2014 року CEZ скасував проєкт після того, як чеський уряд заявив, що не планує надавати гарантії або інші механізми підтримки будівництва електростанцій з низьким рівнем викидів після проведення обговорень у ЄС. Генеральний директор CEZ відзначив:
Якщо спочатку проект був повністю економічно доцільним з уваги на ринкові ціни на електроенергію та інші чинники, то на сьогодні всі інвестиції в електростанції, надходження від яких залежать від продажу електроенергії на вільному ринку, опинилися під загрозою.

## Скандали
У 2017 році Темелінська АЕС потрапила у скандал через конкурс з набору стажисток. На сторінці компанії у Facebook з'явився допис з фотографіями десяти дівчат у купальниках і пропозицією підписникам голосувати (ставити лайки). Переможниця з найбільшою кількістю вподобайок мала б отримати двотижневе стажування на станції. Конкурс викликав великий резонанс та обурення у чеських ЗМІ та соціальних мережах. Зрештою, керівництво станції вибачилось, скасувало конкурс і заявило, що надасть стажування усім дівчатам.